# 山と食欲と私
『山と食欲と私』（やまとしょくよくとわたし）は、信濃川日出雄による日本の漫画。『くらげバンチ』（新潮社）にて2015年9月18日から連載中。本作の主人公である日々野鮎美が全国の山をめぐり写真と文章で綴るスピンオフ登山ガイド『日々野鮎美の山歩き日誌』が新潮社のWEBサイト『考える人』にて2019年6月から連載中。
単独登山が趣味の主人公・日々野鮎美（27歳、会社員）が、登山をして山頂で食事をするエピソードを基本に、会社勤めの日常の人間関係や悩み、登山を通じて様々な登山者と出会うエピソードが描かれる。毎話必ず料理もしくは飲み物や食品、また実在の山や山道具、アウトドアグッズが取りあげられ、登山や登山者に関する多様なテーマと絡め、多彩な切り口を用いて10 - 14頁のショートコメディ漫画として綴られる。グルメ漫画、お一人さまアラサー女子漫画という体裁をとっているが、登山描写も詳細に描かれ、人間洞察、単独行登山者の心象を写した情景描写や独特のモノローグも本作の特徴。多くの世代の読者に読まれている。作者自らが登山を趣味としており、取材や実体験が作品に活かされている。
連載開始以降、『山と溪谷』、『PEAKS』、『ワンダーフォーゲル』などの登山・アウトドア専門誌に早くから取りあげられ、主人公・日々野鮎美のレシピやインタビューが掲載された。『山と溪谷』2018年9月号では「山と溪谷と、食欲と私」と題して20ページ以上におよぶ特集が組まれた。
1巻は2016年4月に発売。同年8月の2巻発売直後より大幅に重版され、2巻は『月刊コミック@バンチ』（新潮社）新創刊史上最高の初速データを記録。全国3000店の書店員が選ぶエンタミクス2016コレ読んで漫画ランキングで2位、4巻発売日にはamazonキンドル青年コミックランキングで1位を獲得した。2021年6月時点で累計発行部数は160万部を突破している。

## 登場人物
※登場時の話数表記に関して、WEBサイトでの公開時と単行本収録時では話数が異なるため、ここでは単行本の表記で統一する。

### 主人公とその同僚
日々野鮎美（ひびの あゆみ）
27歳の会社員。防犯設備の開発やコンサルティングを行う会社の経理課勤務。体重48.5kg 。5年ほど前から山ガールブームにのって登山を始めるが、次第に単独で登山をするようになる。年齢を気にして「山ガール」と呼ばれるのを嫌い、「単独登山女子」と自称する。人見知りで、会社の先輩から登山に誘われたとき、内心は嬉しいのに断ったことがある（第4話）。会社の休憩時間に筋トレをしたり、金曜日にはカーボ・ローディングをするなどしている。登山レベルは夏の北アルプスをテント泊縦走できるレベル。夭逝した父に似て自分に体力がないのを自覚しており、困難が予想される登山には綿密な計画を練って臨んでいる。小学生の時からババ抜きをすると人格が変わる。
小松原鯉子（こまつばら こいこ）
職場の先輩。29歳。第4話から登場。京都出身。関西弁で、登山に興味を持ち、鮎美の存在を気にかける。鮎美と鎌倉で偶然出会い、一緒に鎌倉アルプスを歩いたこと（第18話）をきっかけに一緒に低山ハイキングをするようになる。性格は明るく陽気で強がりな面があり、鮎美にとって気の許せる仲間だが、押しが強すぎて困ることもある。婚活に励んでいるが、今のところ芳しい結果は得られていない。第27話で主任に昇進する。
瀧サヨリ（たき サヨリ）→瀧本サヨリ（たきもと サヨリ）
職場の後輩。派遣社員。24歳。体重50kg 。第27話から登場。普段は無口で能面のように表情に乏しいが、同行者が登山を甘く見て危険を冒した時は本気で怒る。高校時代は山岳部で、同じ部活内で3人の男子と付き合った経験がある（三股ではなく付き合っていた時期は別々）。冬の北アルプスを縦走した経験があり、小松原に誘われて参加した高尾山レクリエーションでは自身の登山経験を披露した。第41話で人力車夫と電撃結婚をして鮎美たちを驚かせ、第79話で夫と共に長野県に移住することにした。その後も鮎美との交流を続け、登山に誘っている。今は北アルプスの山小屋で住み込みのアルバイトをしている。
鰐壁大器（わにかべ だいき）
会社の2代目社長。42歳。独身。制服を廃止し、女子トイレにパウダールームを備え付け、会議室にバーカウンターを設置し、小松原を経理課の主任に抜擢するなど、鮎美たちの職場環境に大きな変化をもたらしている。
蛭村直樹（ひるむら なおき）
職場の同僚。33歳。三児の父。入社以来、15年間現場一筋だったが、若社長に代替わりしてからは未経験の経理課に異動になる。同僚の鮎美たちに誘われて一緒に登山を経験するが、第70話で大阪副支店長に抜擢されて鮎美たちとの職場を去る。
浜栗藍（はまぐり あい）
会社の新入社員。25歳。第129話から登場。ふわキラ女子。広報課として採用され、誰に対しても愛想がよくて、仕事に積極的に取り組んでしっかりとこなす頼りがいのある新人。前に勤めていた出版社で担当した経験から得た薬膳のレシピを鮎美に教え、鮎美と小松原ともすぐに打ち解ける。

### 鮎美の親族
猪口いるか（いのぐち いるか）
鮎美の母。56歳。国立大学事務。夢は豪華客船で世界一周。普段は東京で暮らすが、猪口と共に新潟に週末移住している。
猪口雅敏（いのぐち まさとし）
いるかの再婚相手。53歳。文房具メーカー企画部長。ゴルゴ13全巻所有。藤岡弘、にそっくり。いずれ会社を辞めて田舎でレストランを開くことを夢見ている。料理の段取りが悪い。
双葉紗子（ふたば しゃこ）
鮎美の姉。30歳。二児の母。インドア派で運動をしないタイプ。
双葉朝里（ふたば あさり）
紗子の娘。6歳。幼稚園年長。体重20キログラム 。時々、叔母である鮎美が預かって世話している。『すみっコぐらし』が好き。
日々野透（ひびの とおる）
鮎美の亡父。会社員だったが、鮎美が6歳の時に病死した。20歳のころ、大学の夏休みを利用して日本中を旅した際に大分県の九重山坊ガツルに登り、社会人になった鮎美もその足跡を追った。
日々野鶴三（ひびの つるぞう）
鮎美の父方の祖父。第81話に登場。79歳。作家、ジャズピアニスト。若いころ、東京でTV関係の仕事をしていたが、仕事上のトラブルで45年前に業界を離れ、家族で北海道に移住して職を変えながらも三男二女を育てた。北海道の小さなバーで週三日ジャズピアノを弾いており、鮎美もたまに会いに来ている。
日々野雨子（ひびの あまこ）
鮎美の父方の叔母で透の妹。48歳。スポーツジムのインストラクターを勤めており、スポーツに関しては鮎美が親戚で一番頼りにしている存在。鮎美が初めて自分で計画した登山のサポートを行う。

### その他
※複数のエピソードに登場している人物のみを挙げる。
瀧本健次郎（たきもと けんじろう）
サヨリの夫。32歳。第49話から登場。妻とは対照的で饒舌で社交的。登山が生きがいで足腰と持久力を鍛えるために人力車夫をしている。山頂で鮎美や小松原に餃子鍋を振る舞い、その際に土鍋を担ぎあげるが、それとは別にトレーニングのために20kgもの水をザックに入れてる。いい加減なところがあり、八ヶ岳の冬季登山の際に自分が原因で鮎美と一緒に危うく遭難しかけた。妻を口説き共に憧れの長野に移住し、長野でも人力車夫を続けている。
黒蓮七実（こくれん ななみ）
変態アウトドア女子。32歳。職業不明。第38話で登場。知り合ったばかりの鮎美を秘湯に誘う際に、ジムニーをマニュアルで運転し、ケリーケトルを使った即席料理を鮎美に振舞い、共に野宿する破天荒ぶりを披露した。第70話で鮎美と再会した際にも山奥でのタイニーハウス造りを手伝わせた。その奈良の家もすぐに人に譲り、車を頼りに放浪している。その後も鮎美を登山に誘うが、その度に自由気ままな行動をして鮎美を振り回している。
鷹桑秀平（たかくわ しゅうへい）
登山初心者。35歳。体重72.5キログラム 。家電メーカー営業で第199話では課長に昇進していた。実家は電気屋の「タカクワ電気」を経営している。第41話で登場、全身真っ黒なブランドもののアウトドアウェアで決めて山頂でチーズフォンデュ作りに挑戦。第59話で焚き火に挑戦、テントを使わず寝袋だけでキャンプ場で寝ようとするが知識が無かったため寒さに耐え切れず風邪を引く。第89話でキャンプ場でベーコン作りに挑戦してその知識に詳しい子供に絡まれるも結果的にベーコン作りには成功する。第109話で甥の鷹桑晴多（たかくわ はるた、17歳）の初めての登山に付き合うも体力が持たず置いて行かれる等の初心者ならではの失敗を繰り返した。お酒が苦手。鮎美と山で何度か擦れ違うが知り合いにはなっていない。
香山栄螺（かやま さざえ）
単独登山女子。30歳。フリーSE。第58話で登場。鮎美と一緒に飲みたいと思い、「お酒はいかがですか」とビール缶を持って鮎美のテントに声をかけるが、誤解した鮎美はビール缶を受け取るだけ受け取ってテントのファスナーを閉めてしまう。第94話で鮎美と再会して山友達になる。
藪蚊繁（やぶか しげる）
山小屋アルバイト。57歳。第39話で登場。山小屋に忘れられる登山者の手帳を盗み読みするのが趣味で、様々な妄想を巡らせる。第89話では山小屋オーナー代行になるも、山小屋の客が中高年女性ばかりであることを嘆く。サヨリの今の仕事仲間でもある。第130話にて19歳のころから山小屋でアルバイトをしていたこと、一度は激務のあまり金を盗んで逃げ出そうとしたものの遭難した上に骨折までしてしまい、そこを当時の山小屋の支配人に助けられたことが今でもアルバイトを続ける理由であると語られた。
都影ユウジ（とかげ ユウジ）
WEBディレクター。31歳。第72話で登場。「みんなでスマホの電源を切るイベント」に参加。迷い込んだ山の山頂で鮎美に出会う。第161話で友人の栄螺が連れてきた鮎美と再会し、登山に誘うようになる。また、取材した縁で鷹桑に自身のWEBでのコラム連載を依頼している。

## 作中に登場する山、エリア
「とある山」で始まるエピソードでは基本的に山の名前が示されないが、描写において特定できる場合がある。具体的に山の名前を紹介して綴られるエピソードもある。
- 高尾山
- 景信山
- 陣馬山
- 蝶ヶ岳
- 仙元山
- 高川山
- 鎌倉アルプス
- 八ヶ岳
- 高水三山
- 上高地
- 涸沢
- 穂高岳
- 筑波山
- 谷川岳
- 焼山
- 黍殻山
- 姫次
- 蛭ヶ岳
- 丹沢山
- 塔ノ岳
- 鍋割山
- 箱根旧街道
- 金時山
- 浅間嶺
- 雲取山
- 奥多摩
- 黒部ダム
- 立山
- 別山
- 金剛山
- 吉野山
- 日光白根山
- 燕岳
- 大岳山
- 藻岩山
- 大山（丹沢）
- 甲斐駒ケ岳
- 仙丈ケ岳
- 富士山
- 日和田山
- 九重山
- 浅間山
- 安達太良山

## メスティン飯炊き歌
第11話で、トランギア社製メスティンで炊飯するときに鮎美が考案した飯炊き歌。「はじめチョロチョロ〜」ではじまる伝統的な日本の飯炊き歌に対抗している。なお、水に浸していない生米から炊く場合と前置きがあり、この歌を元に炊き上げた米の状態を鮎美は作中で「じゅうぶん合格90点」としている。どうすれば上手く炊けるか試行錯誤することが楽しいと結んでいる。
ちなみに作中でメスティンを使って作られたぽんかす丼やオイルサーディン丼などのレシピを再現して、Instagram等のSNSにその様子をアップする人がいる。

## 山ごはんの日
山の上で食べるごはんの美味しさをより多くの人に知ってもらい、体験してもらうことを目的として、発行元である新潮社から一般社団法人日本記念日協会に申請され、８月５日が「や（8）まご（5）はん」として『山ごはんの日』として認定された。４月９日に同記念日登録証授与式が同社にて行われた。日々野鮎美に日本記念日協会の加瀬清志代表理事から記念日登録証が授与されたが、関係者の顔出しが一切無くコミックの主人公に「記念日登録証」が渡されたのは史上初めてのこと。2018年8月には「山ごはんの日」に絡めてNHK「おはよう日本」、NBS「土曜はこれダネッ!」にて特集が放送された。

## コラボレーション
本作は連載開始以来、様々な企業とコラボレーションを行なっている。単行本6巻から、巻末に『やましょく通信』というコーナーが新設され、ニュースや企画の反響を掲載している。
- 映画『MERU／メルー』 - 2017年1月、共同プロモーション企画として、コラボ実写ショートムービーが制作され、youtubeで公開された。ヒロイン・日々野鮎美役はモデルでフィールドナビゲーターの仲川希良。出演者は他に、登山家の花谷泰広、料理研究家の山戸ユカ。監督は岡島龍介。
- コロンビア - 登山コーデコンテスト、登山計画書など
- YAMAP - 初心者向け登山教室、再現メニューコンテスト、山ごはんフェス、THE山ごはん王決定戦
- CASIO - 腕時計「PRO-TREK」プレゼントキャンペーン
- ライオン株式会社 - ストッパとのコラボサイト
- サッポロビール - コラボサイト
- WILD MIND GOGO - 日々野鮎美がライターとして記事を執筆
- 書籍 『フライパンで山ごはん1,2』（山と溪谷社）日々野鮎美がレシピを提供している
- テンマクデザイン - コラボグッズを多数展開
- 長野放送 - 日々野鮎美が伝える「信州の夏山天気予報」を2018年7,8月の毎週土日にTV放送
- 尾西食品 - コラボ企画「ミステリー山ごはん」を読者プレゼント
- 神田商会 トラベラーギター - コラボイラスト、コラボモデルを限定発売
- K&K 缶つま - コラボサイト、コラボパッケージ商品発売
- 森永乳業 -Creap×Kalita キャンペーンサイト
- REWILD OUTDOOR TOKYO - コラボカフェ営業
- 山と高原地図 - コラボパッケージ発売

## 書誌情報
- 信濃川日出雄 『山と食欲と私』 新潮社〈バンチコミックス〉、既刊19巻（2025年1月8日現在）
  1. 2016年4月9日発売[9]、ISBN 978-4-10-771885-3
  2. 2016年8月9日発売[10]、ISBN 978-4-10-771908-9
  3. 2016年11月9日発売[11]、ISBN 978-4-10-771928-7
  4. 2017年3月9日発売[12]、ISBN 978-4-10-771963-8
  5. 2017年7月7日発売[13]、ISBN 978-4-10-771992-8
  6. 2017年12月9日発売[14]、ISBN 978-4-10-772033-7
  7. 2018年4月9日発売[15]、ISBN 978-4-10-772069-6
  8. 2018年8月9日発売[16]、ISBN 978-4-10-772108-2
  9. 2019年1月9日発売[17]、ISBN 978-4-10-772152-5
  10. 2019年7月9日発売[18]、ISBN 978-4-10-772202-7
  11. 2020年1月9日発売[19]、ISBN 978-4-10-772251-5
  12. 2020年7月9日発売[20]、ISBN 978-4-10-772301-7
  13. 2021年1月9日発売[21]、ISBN 978-4-10-772356-7
  14. 2021年7月8日発売[22]、ISBN 978-4-10-772408-3
  15. 2022年2月9日発売[23]、ISBN 978-4-10-772473-1
  16. 2022年8月8日発売[24]、ISBN 978-4-10-772526-4
  17. 2023年7月7日発売[25]、ISBN 978-4-10-772621-6
  18. 2024年4月9日発売[26]、ISBN 978-4-10-772705-3
  19. 2025年1月8日発売[27]、ISBN 978-4-10-772789-3
- 信濃川日出雄（監修）『「山と食欲と私」公式 日々野鮎美の山ごはんレシピ』 山と溪谷社、2018年10月17日発売、ISBN 978-4-635-45032-4
- 信濃川日出雄（監修）『「山と食欲と私」公式 日々野鮎美の山ごはんレシピ2』 山と溪谷社、2020年2月15日発売、ISBN 978-4-635-45043-0
- 日々野鮎美（著） / 信濃川日出雄（イラスト・漫画） 『「山と食欲と私」公式 鮎美ちゃんとはじめる山登り 気軽に登れる全国名山27選ガイド』新潮社、2021年6月28日発売、ISBN 978-4-10-353991-9
- 信濃川日出雄（企画）『山と食欲と私〜エクストリーマーズ〜』新潮社〈バンチコミックス〉、2025年1月8日発売[28]、ISBN 978-4-10-772780-0